# کلیسای هوهانس مقدس، نوراشن
کلیسای هوهانس مقدس، نوراشن (ارمنی: Սուրբ Հովհաննես եկեղեցի (Նորաշեն)؛ انگلیسی: St. John) یک کلیسا متعلق به کلیسای حواری ارمنی واقع در شهر نوراشن، جمهوری خودمختار نخجوان جمهوری آذربایجان می‌باشد. ساخت و ساز این ساختمان در سده ۱۳ام میلادی؛ به پایان رسید. این بنا به سبک معماری ارمنی طراحی شده‌است.